# Ловелл (лунный кратер)
Кратер Ловелл (лат. Lovell), не путать с кратером Лоуэлл (лат. Lowell), — крупный молодой ударный кратер в южном полушарии обратной стороны Луны. Название присвоено в честь американского астронавта Джеймса Артура Ловелла (род. 1928) и утверждено Международным астрономическим союзом в 1970 году. Образование кратера относится к эратосфенскому периоду.

## Описание кратера

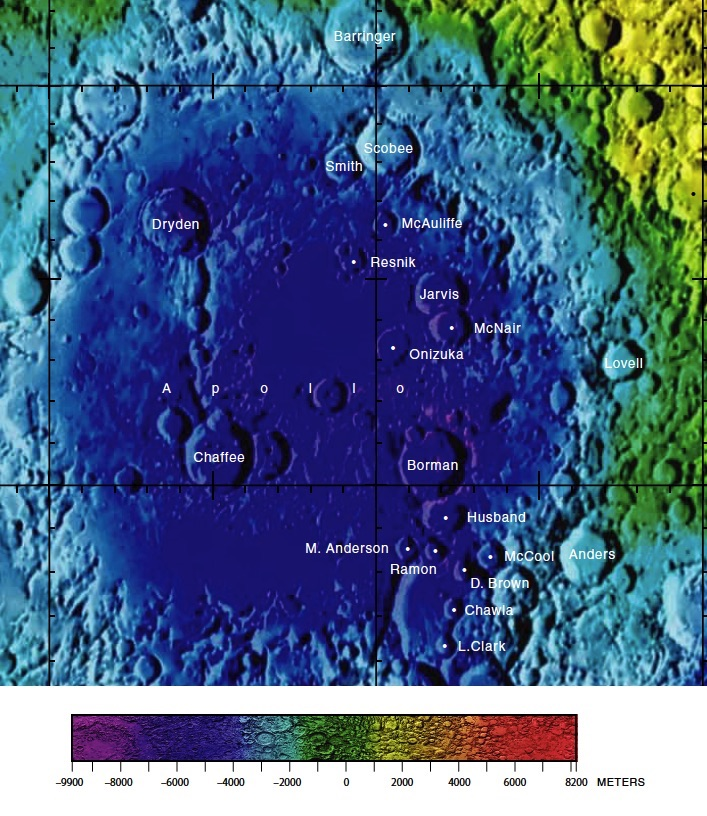
Окрестности кратера Ловелл. Фрагмент карты обратной стороны Луны.

Кратер Ловелл находится в восточной части гигантского кратера Аполлон. Ближайшими соседями кратера являются кратер Мак-Найр и Ярвис на западе-северо-западе; кратер Клеймёнов на севере-северо-востоке; кратер Чебышёв на востоке-северо-востоке; кратер Бюффон на юго-востоке; кратер Андерс на юге и кратер Борман на юго-западе. Селенографические координаты центра кратера 36°44′ ю. ш. 142°28′ з. д. / 36,74° ю. ш. 142,47° з. д., диаметр 35,1 км, глубина 2,1 км.
Кратер Ловелл имеет полигональную форму с выступами в северо-восточной, юго-восточной и юго-западной части. Вал с четко очерченной кромкой и гладким внутренним склоном. Высота вала над окружающей местностью достигает 960 м, объем кратера составляет приблизительно 820 км³. Дно чаши пересеченное, северную часть чаши занимает сдвоенная пара небольших кратеров.

## Сателлитные кратеры

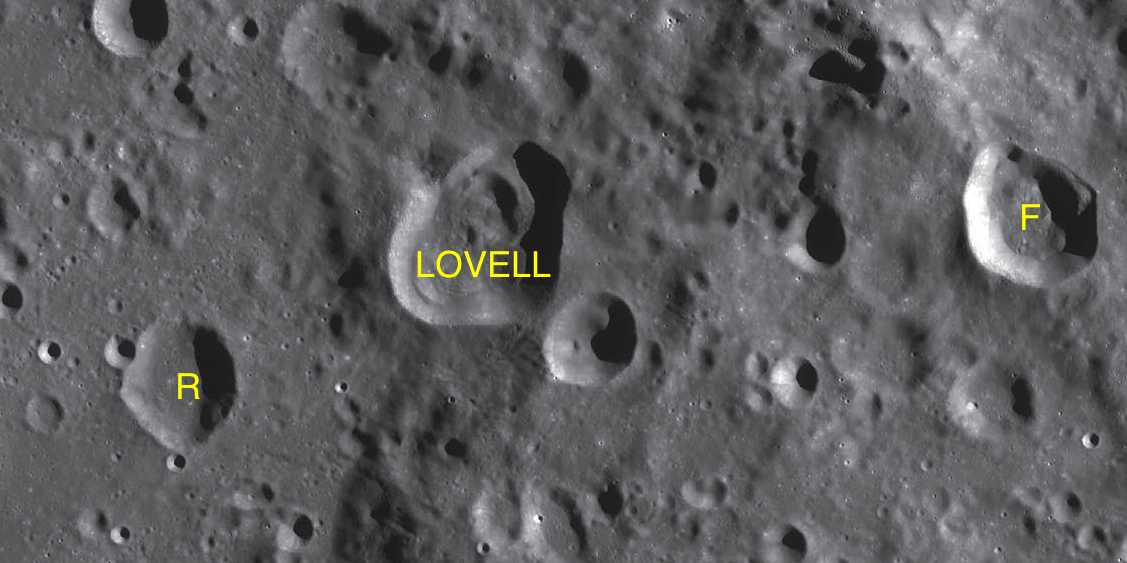
Фрагмент карты LAC-121.

| Ловелл | Координаты                                              | Диаметр, км |
| ------ | ------------------------------------------------------- | ----------- |
| F      | 36°29′ ю. ш. 138°37′ з. д. / 36,49° ю. ш. 138,61° з. д. | 26,6        |
| R      | 37°37′ ю. ш. 144°36′ з. д. / 37,62° ю. ш. 144,6° з. д.  | 20,7        |